# Loro Ciuffenna
Loro Ciuffenna és un municipi situat al territori de la província d'Arezzo, a la regió de la Toscana (Itàlia).
Limita amb els municipis de Castel Focognano, Castel San Niccolò, Castelfranco Piandiscò, Castiglion Fibocchi, Ortignano Raggiolo, Talla i Terranuova Bracciolini.
Pertanyen al municipi de Loro Ciuffenna les frazioni de Anciolina, Casale, Chiassaia, Faeto-Pratovalle Casamona, Gropina, Il Borro, La Villa Malva, Modine-Gorgiti, Poggio di Loro, Querceto, Rocca Ricciarda, San Clemente in Valle, San Giustino Valdarno, Trappola i Trevane.

## Galeria fotogràfica

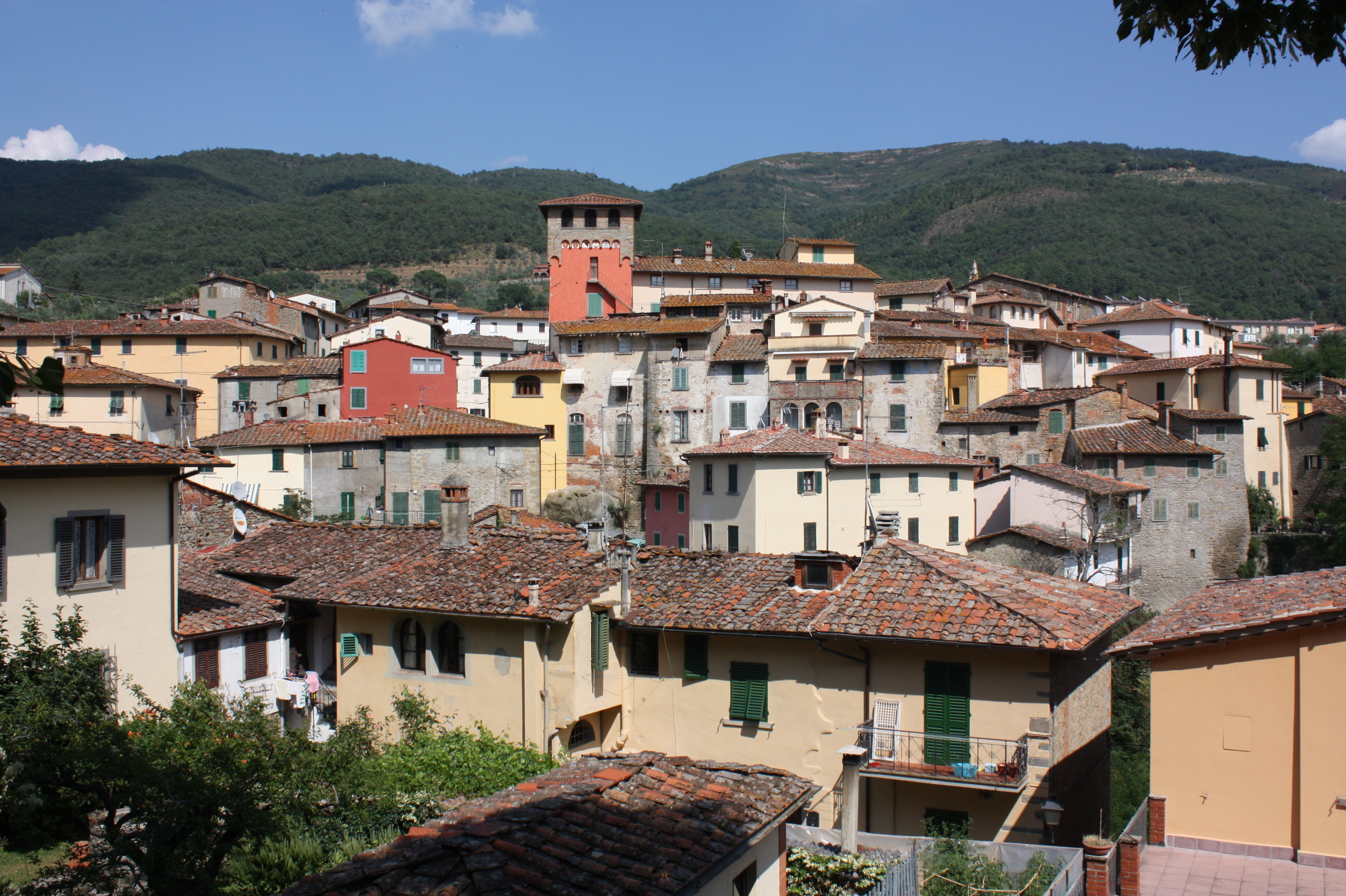
Vista del poble
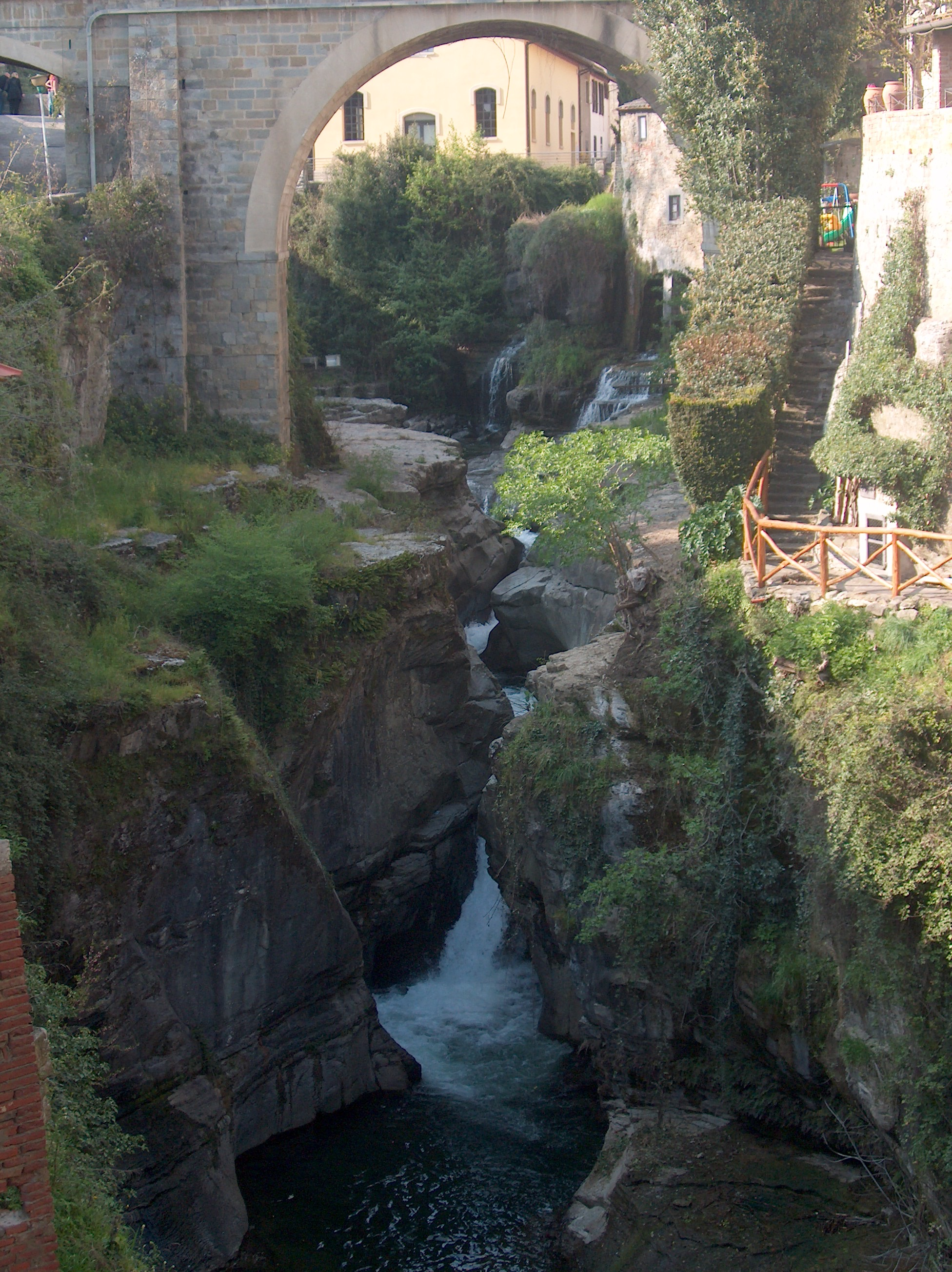
Pont